# غلين لويس
غلين لويس هو فنان كندي، ولد في 1935 في Chemainus ‏ في كندا.